# Velký Hodonický rybník
Velký Hodonický rybník este o arie protejată (sit de importanță comunitară — SCI) din Republica Cehă întinsă pe o suprafață de 2,78 ha, integral pe uscat.

## Localizare
Centrul sitului Velký Hodonický rybník este situat la coordonatele 48°42′02″N 14°33′20″E / 48.700556°N 14.555556°E.

## Înființare
Situl Velký Hodonický rybník a fost declarat sit de importanță comunitară în noiembrie 2009 pentru a proteja un număr necunoscut de specii din flora spontană și fauna sălbatică aflate în arealul zonei.

## Biodiversitate
Situată în ecoregiunea continentală, aria protejată conține 1 habitat natural: Lacuri eutrofice naturale cu vegetație de tip Magnopotamion sau Hydrocharition.
La baza desemnării sitului se află un număr nedeclarat de specii protejate.